# کوزه تپراقی
کوزه تپراقی یک روستا در ایران است که در دهستان فولادلوی شمالی واقع شده‌است. کوزه تپراقی ۱۵۳ نفر جمعیت دارد.